# حديقة الأخبار
حديقة الأخبار هي دورية لبنانية تصدر باللغة العربية أسسها خليل الخوري في بيروت عام 1858م. وهي تعتبر أول صحيفة في لبنان.